# Schönbusch (Aschaffenburg)
Schönbusch es un parque histórico y un Schloss cerca de la ciudad de Aschaffenburg en la región de Franconia de Baviera, Alemania . El parque fue diseñado a fines del siglo XVIII como un jardín paisajista inglés para un arzobispo de Maguncia. Varios edificios neoclásicos, incluido el Schloss, están repartidos por el parque. Está abierto al público.

## Geografía
Schönbusch se encuentra en un bucle del río Meno, al suroeste del centro de la ciudad de Aschaffenburg en el Regierungsbezirk de la Baja Franconia. El área del parque es de alrededor de 160 hectáreas. Limita al norte con la Bundesstrasse 26, al otro lado de la cual se encuentra el Stadtteil (distrito) de Aschaffenburg-Leider. y el puerto de Aschaffenburg. Al oeste se encuentra Stockstadt am Main. Al este y al sur, Schönbusch limita con Nilkheim, otro distrito de Aschaffenburg.

## Historia
La zona que constituye el actual parque era anteriormente un parque de ciervos de los arzobispos de Maguncia, cuya residencia secundaria estaba en Aschaffenburg. En 1775 se iniciaron las obras de transformación del parque de ciervos en un jardín paisajístico inglés, basado en las ideas de Wilhelm von Sickingen, ministro del arzobispo Friedrich Karl Joseph von Erthal. Fue, por tanto, uno de los primeros ejemplos de este estilo de parque en el sur de Alemania. Un documento de 1776 menciona por primera vez la zona como Schönbusch. Anteriormente se conocía como Nilkheimer Wäldchen. : 10 
En la década de 1780, Friedrich Ludwig von Sckell, jardinero de la corte de Schwetzingen y uno de los principales diseñadores de jardines de su época, fue designado para completar el jardín. : 16 
El Schloss, originalmente conocido como Kurfürstlicher Pavillon ("pabellón electoral"), fue construido en estilo neoclásico entre 1778 y 1782 siguiendo los planos del arquitecto de la corte Emanuel Herigoyen. Fue colocado para que estuviera alineado a lo largo de un eje visual con el Schloss Johannisburg. El palacio cuenta con diez salas de estado con muebles de estilo Luis XVI.
En la década de 1780 se añadieron otros elementos al parque. Entre ellos se encuentran el "Puente Rojo", la "Casa del Filósofo", el "Templo de la Amistad", casas de pastores y una pequeña aldea, un pabellón comedor, así como colinas artificiales con una torre de observación y el "Puente del Diablo".
Ya en 1783, un reglamento (Parkordnung) permitía el acceso público al parque (salvo un pequeño jardín privado reservado al arzobispo). Cuando el arzobispo no estaba en la residencia, incluso el Schloss estaba abierto a las visitas.: 15-16 En 1789 se construyó el Rote Brücke ("Puente Rojo") para que la carretera de Aschaffenburg a Darmstadt (actual Bundesstrasse 26) pasara por encima de un arroyo artificial (en 1934, el puente se trasladó a su ubicación actual, justo dentro del parque). : 61 
En 1792/93, los franceses ocuparon Maguncia y obligaron al arzobispo a huir a su residencia secundaria en Aschaffenburg. En 1796, las tropas francesas llegaron por primera vez a la ciudad. Fue ocupada varias veces en el transcurso de los años siguientes. Durante este periodo, Schönbusch sufrió el abandono y no se produjeron más ampliaciones. Cuando von Erthal murió en 1802, su sucesor como arzobispo de Maguncia fue Karl Theodor Anton Maria von Dalberg. Gobernó el Principado de Aschaffenburg y el Gran Ducado de Frankfurt . Sebastian Rinz, aprendiz de jardinero en Schönbusch, fue enviado por von Dahlberg a Fráncfort para supervisar la conversión de los baluartes de la ciudad en parques en 1806 y de nuevo después de que los franceses los destruyeran en 1813. En 1814, Aschaffenburg pasó al Reino de Baviera. Schönbusch se convirtió así en un parque real. A partir de 1816, el príncipe heredero y más tarde rey Luis I de Baviera veraneó a menudo en Aschaffenburg, viviendo con su familia en el Schloss Johannisburg y Schönbusch. : 28–31 
El laberinto se añadió en el siglo XIX (antes de 1829), al igual que otros edificios del parque, como los establos. Una primera cervecería al aire libre abrió alrededor de 1900 y fue reemplazada por un edificio más nuevo en 1933.Helmberger, Werner (1991). Schloß und Park Schönbusch Aschaffenburg - Amtlicher Führer. Bayerische Verwaltung der staatlichen Schlösser, Gärten und Seen.</ref> : 32–33 
El trabajo de restauración de las estructuras tuvo lugar en 1930-32 y nuevamente después de 1950. El Schloss fue renovado en 1964-9 y 1981-1991. : 33 

## En la actualidad

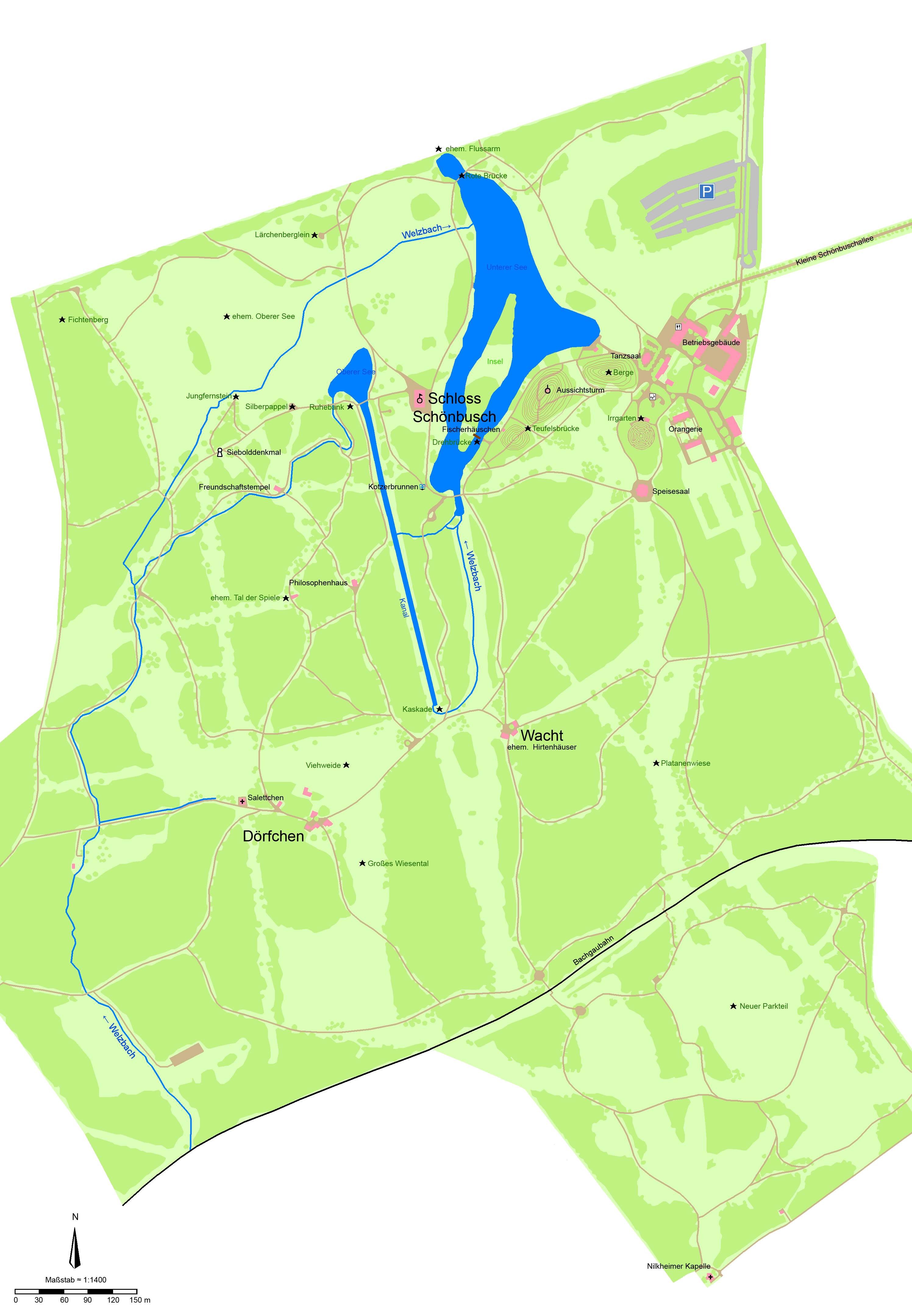
Mapa del parque

Hoy, el parque y el palacio son administrados por el Bayerische Verwaltung der staatlichen Schlösser, Gärten und Seen. El acceso al Schloss es posible mediante visitas guiadas. El antiguo edificio de la cocina ahora alberga una exposición llamada Alles scheint Natur sobre la historia del parque. También hay dos restaurantes.

## Otras lecturas
- Jost Albert, Werner Helmberger: Der Landschaftsgarten Schönbusch bei Aschaffenburg. (Alemán) Wernersche Verlagsgesellschaft, Worms 1999,ISBN 3-88462-144-0 ( Beiträge zur Gartengeschichte und Gartendenkmalpflege 1).
- Ulrich Ertl: Die Gehölze des Schönbusch. (Alemán) Naturwissenschaftlicher Verein, Aschaffenburg 2001 ( Nachrichten des Naturwissenschaftlichen Museum Aschaffenburg 105,ISSN 0518-8512 ).
- Volker Hannwacker: Friedrich Ludwig von Sckell. Der Begründer des Landschaftsgartens en Alemania. (Alemán) Deutsche Verlagsanstalt, Stuttgart 1992,ISBN 3-421-03012-X, pág. 25–33.
- Werner Helmberger, Jost Albert (Bearb. ): Schloß und Park Schönbusch, Aschaffenburg. Amtlicher Führer. (Alemán) 2. überarbeitete und erweiterte Auflage. Bayerische Schlösserverwaltung, Múnich 2010,ISBN 978-3-932982-96-5 .

- Datos: Q2052562
- Multimedia: Park Schönbusch (Aschaffenburg) / Q2052562